# Popis likova u Amberskim kronikama

## StanovniciAmbera

### Kraljevska obitelj
- Dworkin Barimen - ludi čarobnjak, stvoritelj Uzorka i Oberonov otac
- Oberon - kralj Ambera i njegova djeca
- s Cymneom: 
  - Benedict - glavni taktičar u obitelji i čovjek koji se rijetko smije. Odlučio je izaći iz borbe za krunu, prepuštajući Ericu i Corwinu kao najstarijima da se natječu. No, Oberon je izjavio da je njegov brak s Cymneom nevažeći, te da su djeca s njom nezakonita
  - Osric i Finndo - davno umrla braća o kojima se zna vrlo malo. Sumnja se da su htjeli oteti ocu krunu, nakon čega su poslani na bojišnicu s koje se nisu vratili
- s Faielle: 
  - Eric - Corwinov izvanbračni stariji brat. Arogantan budući kralj Ambera, lojalni su mu Julian, Caine i Gérard. Ericovo i Corwinovo rivalstvo za krunu opisuje se u prve tri knjige
  - Corwin - pripovjedač prvih pet knjiga. Prvo je zakonito Oberonovo dijete koje zaslužuje krunu. Godine provedene na Zemlji smekšale su njegova prijašnja arogantna uvjerenja
    - Merlin - sin Corwina i Dare. Odrastao u Dvorima Kaosa. Corwin nije znao da postoji dok mu Dara nije rekla. Pripovjedač drugih pet knjiga

  - Deirdre - Corwinova sestra. Corwinovi osjećaji prema Deidre su bili više od bratskih, pokazivala mu je nekakvu naklonost, ali od toga nije ništa bilo. Manje je važan lik, ali bila je omiljena u kraljevstvu zbog svoje ljepote i suosjećajnosti
- majka nepoznata (možda Faiella ili Rilga): 
  - Caine - proračunat i realističan manipulator s pomorskim talentima i stilom života
- s Clarissom: 
  - Fiona - pametna i lijepa, vračara obitelji
  - Bleys - poletan i šarmantan, Corwinov partner u pokušaju svrgavanja Erica. Također je i čarobnjak, ali s mnogo manje vještine nego druga dva potomka istih roditelja
  - Brand - manično-depresivni čarobnjak. Kasnije ga je obitelj proglasila ludim
    - Rinaldo - poznat i kao Luke, sin Branda i Jasre. On i Merlin su zajedno studirali na Berkeleyu i radili u računalnoj tvrtci. Ne govori puno o sebi, ali pokazuje inteligenciju i sposobnost da uvjeri ljude da rade ono što on želi
- s Moinom:
  - Llewella - povukla se od obitelji i uglavnom je u Rebmi, odrazu Ambera pod morem
- s Rilgom: 
  - Julian - zlokobni lovac inače mirnog ponašanja. Obično sa svojom vojskom čuva u šumi Arden. Ima incestuozne osjećaje prema Fioni
  - Gérard - pouzdan, najjači od braće, mnogi su ga nazvali najbolji
- s Dybele:
  - Florimel (Flora) - smatraju je plitkom i glupom plavušom, premda je uglavnom na pobjedničkoj strani. Njena ljepota legendarna je u mnogim sjenama jednako kao i u Amberu
- s Paulette: 
  - Random - snalažljiv lopov, često iritantan i buntovan. Poslije se smiri i skrasi u Rebmi, a jednorog ga odabere za kralja Ambera
    - Martin,  sin Randoma i Morganthe
- s Harlom / Lorom, prvi put spomenute u Merlinovom ciklusu: 
  - Delwin i Sand - brat i sestra blizanci. Živjeli su kratko u Amberu, ali preferiraju život u sjenama i dalje od obitelji
- s Deelom:
  - Dalt - Oberonov nezakoniti sin (Oberon je silovao Deelu), plaćenik i neprijatelj Ambera. Njegov simbol je lav koji ubija jednoroga. Također je Lukeov (Rinaldov) prijatelj iz djetinjstva
- s Kintom:
  - Coral - princeza iz Begme, sjene blizu Ambera. Rezultat je Oberonove tajne avanture sa ženom begmanskog diplomata

### Ostali stanovnici Ambera
- Lord Rein - putujući pjesnik kojeg je Corwin proglasio vitezom
- Roger - čuvar dvorca Ambera. Vjerojatno je to uloga Rogera Zelaznya u novelama
- Droppa MaPantz - dvorska luda
- Bloody Bill, Bloody Andy, Bloody Eddie - vlasnici restorana u Amberu
- Vinta Bayle - Caineova ljubavnica i kćer Barona Baylea, amberskog vinara

## Dvori Kaosa
Ne postoji specifičan naziv za stanovnike Dvora Kaosa. Najčešće se zovu 'snage Kaosa'.
- Dara - Benedictova prapraunuka. Corwinova ljubavnica i žena kaoškog plemića Gramblea Sawalla
- Duke Borel - gospodar oružja
- Gilva - djeva ratnica iz kuće Hendrake
- Jurt i Despil - Merlinova polubraća, sinovi Dare i Gramblea Sawalla. Jurt mrzi Merlina, a Despil nastoji izbjeći konflikte
- Mandor -  sin Gramblea Sawalla iz prvog braka. Manipulator je, ali ga Merlin voli. Njegovo ime potječe iz latinskog mandare (vjerovati)
- Suhuy - čuvar Logrusa

## Likovi iz raznih sjena
- Ganelon - izgnanik iz Avalona
- Hugi - gavran koji priča, prezentira Hugina, jednog od dva gavrana koji sjede Odinu na ramenima u mitologiji
- Jasra - moćna čarobnica, Lukeova majka i Julijina učiteljica, bivša Darina pomoćnica.  Ima otrovne zube zmije i žudi za moći
- Julia - Merlinova bivša djevojka koja je postala čarobnica i Jurtova saveznica. Na kraju njihov odnos ostaje dvosmislen
- Lancelot - jedan od Ganelonovih viteza kojeg je Corwin spasio
- Lorraine - sljedbenica u sjeni istog imena
- Moire - kraljica Rebme, Martinova baka
- Rhanda - vampirsko biće (zapravo shrougling), Merlina je zna iz djetinjstva jer su se igrali zajedno
- Bill Roth - odvjetnik sa Zemlje, pomagao je Corwinu i na kraju postao prijatelj Merlinu
- Sharu Garrul - Jasrin bivši učitelj i bivši stanar Utvrde Četiri Svijeta
- Sfinga - varalica
- Ty'iga - demon koji može mijenjati oblike i ulaziti u tuđa tijela. Ženka je, ali može se pretvoriti i u muškarce. Kad napusti tijelo koje je preuzela, osoba se budi bez sjećanja što joj se događalo u tom razdoblju. Pojavljivala se kao Dan Martinez, George Hansen, Meg Devlin, Vinta Bayle i na kraju je ispalo da je bila i Gail Lampron, bivša Lukeova djevojka. Zadnja žrtva joj je bila Nayda, sestra od Coral
- Vialle - slijepa plemkinja iz Rebme s kojom se Random vjenčao. To je trebala biti kazna Randomu zbog stvari koje je prije napravio u Rebmi, ali na iznenađenje mnogih brak je dobro funkcionirao
- Ygg - stablo koje priča. Posadio ga je Oberon da bi odredio granicu između Ambera i Kaosa.